# Karptjärnen, Södermanland
Karptjärnen är en liten sjö inom området Tyresö Strand i östra delen av Tyresö kommun. Karptjärn avvattnas mot Kalvfjärden.
Vattenomsättningen är låg, vattendjupet är maximalt 1,8 meter (1991). Sjön är starkt påverkad av tidigare enskilda avlopp från fastigheter nära sjön. Kvävehalterna är extremt höga medan fosforhalterna är måttliga till höga. I sjön finns iglar, både blod- och hästigel, som tros vara inplanterade vid tiden då apoteken i Stockholm satte ut och fångade in iglar som gavs för olika åkommor. I tjärnen finns en art av kransalg. Karptjärn är rik på grodyngel om vårarna. 

## Panorama

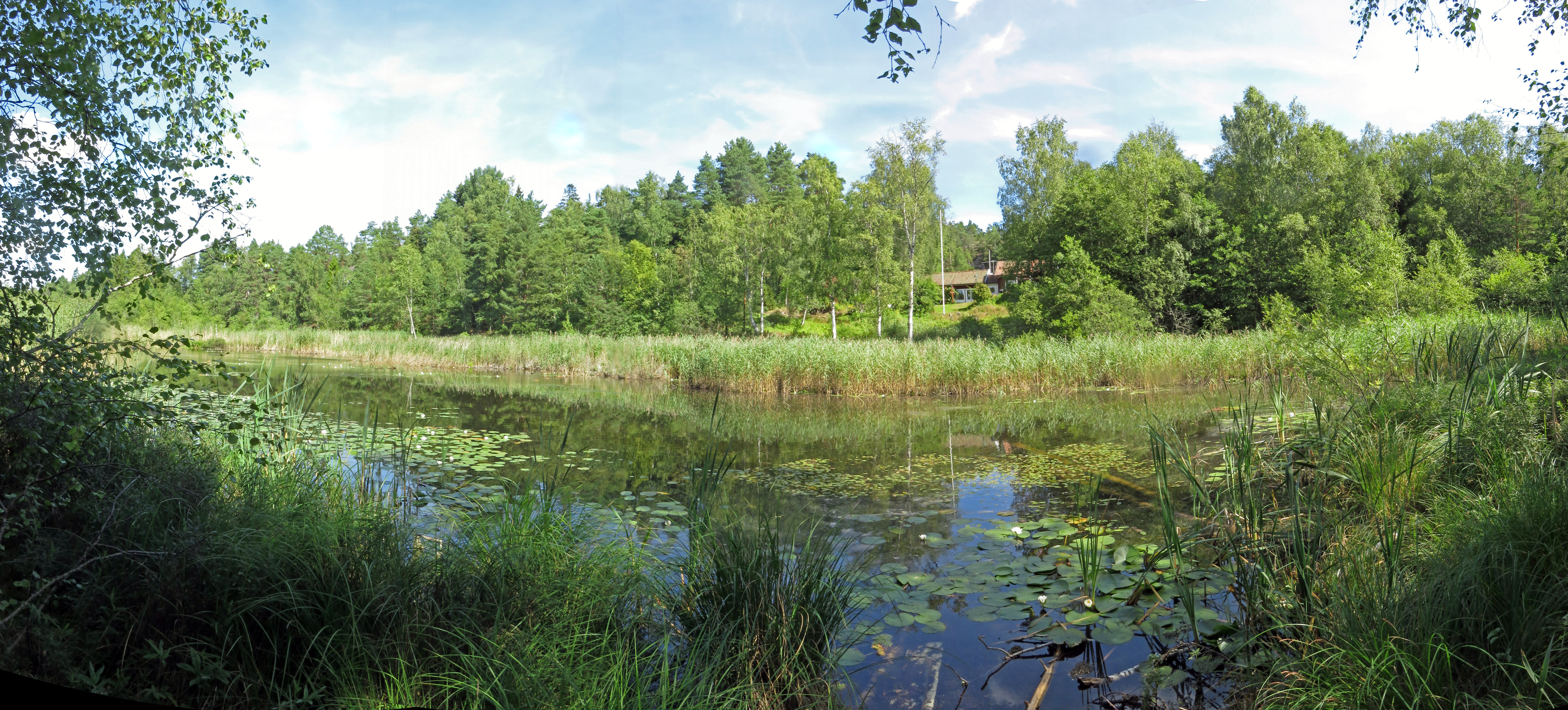
Vy över Karptjärnen från södra sidan.